# Olivarda
L'olivarda (Dittrichia viscosa, abans Inula viscosa) és una planta de la família Asteraceae.

## Distribució i hàbitat

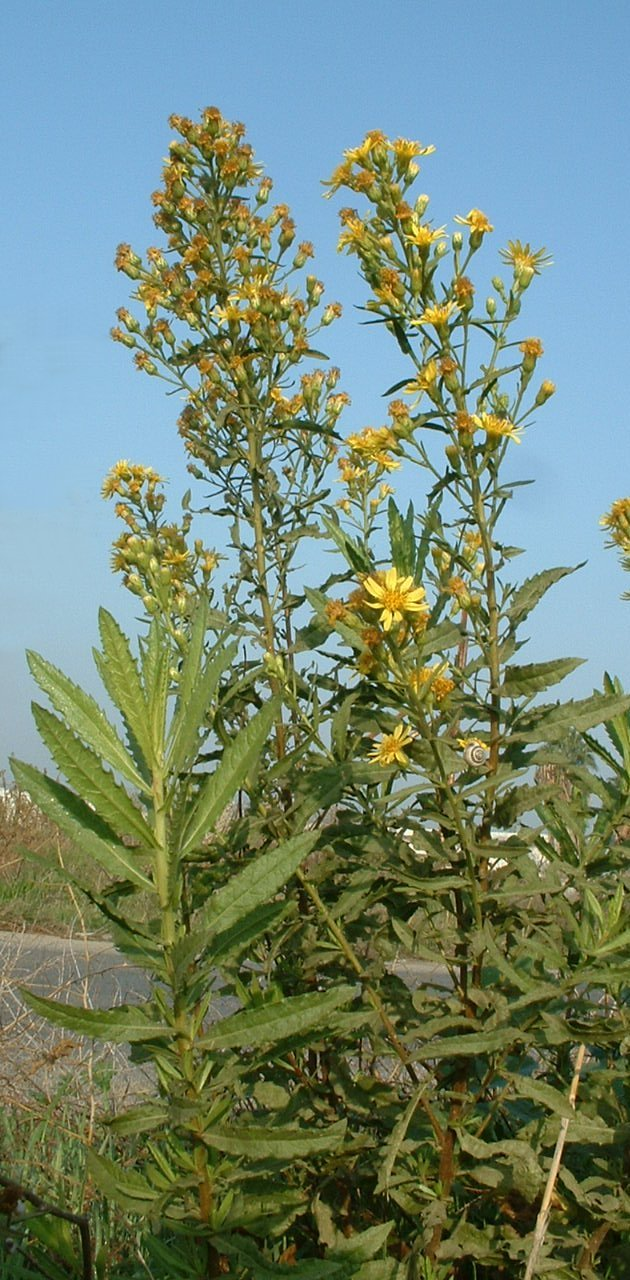
Mata d'olivarda

Aquesta planta és originària de l'àrea del Mediterrani i es troba al sud d'Europa i les zones temperades d'Àsia occidental i Àfrica del nord. S'ha estès als Estats Units on s'ha declarat que constitueix una amenaça causant perjudici a la biodiversitat autòctona.
L'olivarda és una de les mates silvestres més comunes a tota la zona litoral catalana, valenciana i les illes Balears. Originalment vivia als arenys, codolars i llits de torrents, però s'ha anat estenent a les voreres de camins, erms i camps abandonats.
Actualment l'olivarda es pot trobar a tot arreu, àdhuc a les zones urbanes i semiurbanes fins a una altitud de 1.500 m. És una planta ruderal, una de les plantes més comunes a la vora de les carreteres i una de les primeres a colonitzar els llocs de sòl remogut i paisatges alterats.
És una mata perenne i molt resistent a la sequera i les condicions adverses. Pot fer fins a 120 cm d'alçada però generalment no ultrapassa els 100 cm. Aquesta planta s'avessa tant al terreny silici com al terreny calcari, i també acostuma a créixer als abocadors de materials de construcció, a on hi ha concentracions de guix, runes, maons i sorra amb ciment.

## Descripció

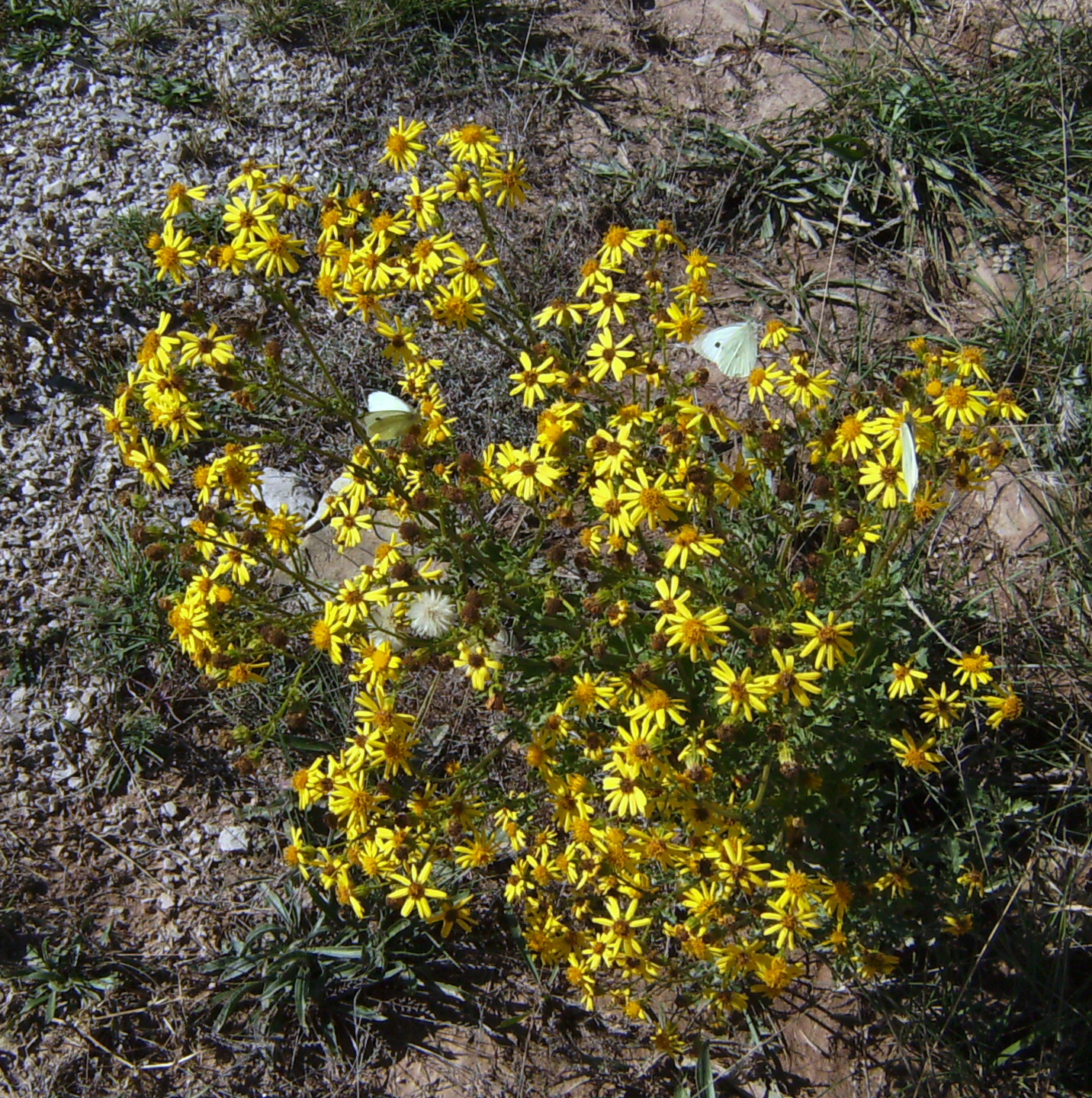
Planta florida visitada per papallones de l'espècie blanqueta de la col

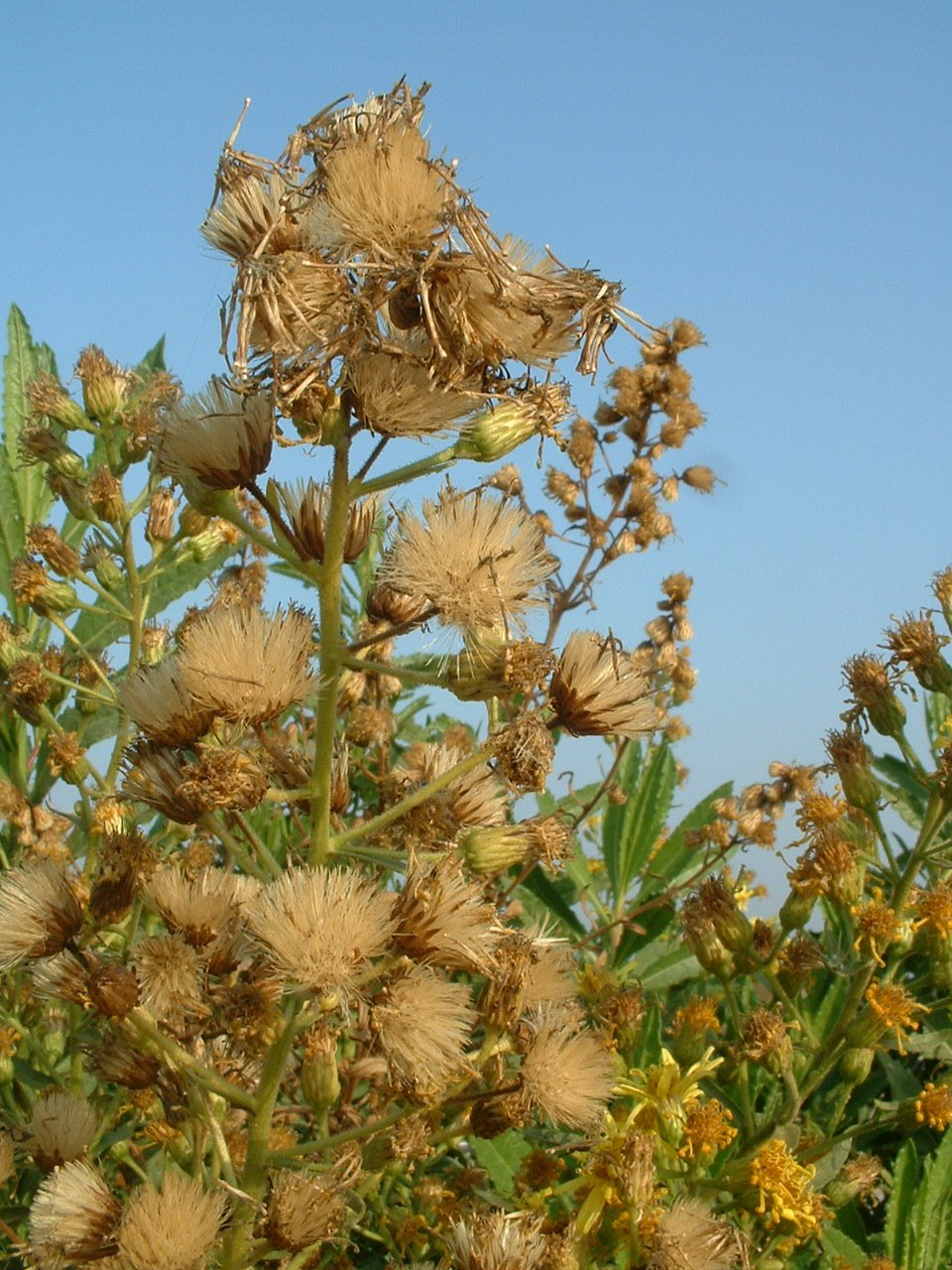
Els papus de l'olivarda

L'olivarda creix amb la tija erecta i llenyosa a la base, arribant a una altura mitjana d'uns 90 cm. Té fulles amplexicaules, verdes i piloses. Les fulles són de forma lanceolada amb el marge irregularment serrat. A l'hivern mor la part alta de les tiges i s'asseca gran part de les seves fulles, que romanen enganxades a la tija molt de temps abans de caure. Per aquesta raó l'olivarda es considera una mata semicaducifòlia.
És una planta aromàtica que emet una olor particular que recorda a la càmfora, deguda a una resina que fa que tota la planta sigui enganxosa al tacte, i d'ací el nom llatí "viscosa" de l'olivarda. Algunes persones consideren desagradables tant l'olor com la viscositat d'aquesta planta.
L'olivarda floreix a la tardor, de setembre a novembre, d'una manera força espectacular. Tradicionalment a Catalunya hom deia que "els raïms són madurs quan floreixen les olivardes."
Les flors són una inflorescència de tipus capítol de color groc viu. Les flors de l'exterior són ligulades mentre que del centre del capítol són tubuloses. Els fruits formen un papus o plomall.
Algunes espècies de les papallones conegudes com a "blavetes" viuen lligades a l'olivarda, així com enemics naturals de la mosca de l'olivera, fet pel qual s'aconsella mantenir o plantar olivardes en els olivars.

## Usos medicinals
Tot i que generalment es considera una mala herba, l'olivarda té múltiples aplicacions a la medicina tradicional casolana contra el paludisme, les malalties de les vies urinàries, i com a
astringent.
L'olivarda és apreciada com a planta medicinal per l'oli essencial extret a partir de la planta sobretot a la zona oriental del mediterrani.

## Espècies similars
L'olivardó (Dittrichia graveolens) és una espècie similar però té les flors i les fulles molt més petites.
També les espècies del gènere Ínula són molt similars.

## Dita
Sobre la desagradable olor de la flor d'aqueixa planta la dita popular fa:
No vos 'namoreu, amor,
de cap fadrina gallarda
que és com la flor d'olivarda
molt guapa, i dolenta d'olor